# Strona bierna w języku niemieckim
Strona bierna w języku niemieckim – kategoria gramatyczna służąca do przedstawienia dopełnienia jako podmiotu w języku niemieckim. Istnieją dwa rodzaje strony biernej: Vorgangspassiv, odnosząca się do czynności, i Zustandspassiv, opisująca stan. Strona bierna jest zabiegiem gramatycznym, pozwalającym wyeksponować osobę lub rzecz, na której wykonywana jest dana czynność. Oprócz formalnej strony biernej w języku niemieckim istnieje szereg konstrukcji pozwalających osiągnąć efekt podobny do jej zastosowania. Istnieją wreszcie czasowniki i konteksty gramatyczne, w których użycie strony biernej nie jest możliwe.
W porównaniu z językiem polskim strony biernej używa się w języku niemieckim znacznie częściej, zwłaszcza w formalnym języku pisanym, w tekstach technicznych i dziennikarskich. Ze względu jednak na możliwość dość swobodnej zmiany szyku wyrazów w zdaniu w celu podkreślenia innej jego części, strony biernej w języku niemieckim używa się nieco rzadziej niż w językach bez takiej możliwości (np. w języku angielskim).

## Użycie strony biernej
Strony biernej używa się, kiedy mówiący chce postawić na pierwszym planie osobę lub rzecz, na której jest wykonywana dana czynność; wykonawca czynności jest w tym przypadku mniej ważny dla mówiącego i często się go pomija:
- Der Hausmeister schließt abends um 10 Uhr die Tür ab. → Abends um 9 Uhr wird die Tür abgeschlossen. → Wieczorem o dziesiątej drzwi są zamknięte.

Często wykonawca czynności (agens) nie jest znany i w zdaniu w stronie czynnej nie pojawia się, zastępowany przez wyrażenia nieosobowe, np. z man:
- Man baut hier ein neues Haus. → Hier wird ein neues Haus gebaut. → Tu buduje się (jest budowany) nowy dom.

W języku niemieckim istnieją dwa sposoby wyrażania strony biernej: Vorgangspassiv (werden-Passiv, strona bierna czynności) i Zustandspassiv (sein-Passiv, strona bierna stanu). Pierwsza opisuje czynność, która jest wykonywana na danym obiekcie bądź osobie, druga wyraża stan, który osiągnięto przez wykonanie jakiejś czynności. Podstawową formą strony biernej jest Vorgangspassiv; Zustandspassiv istnieje tylko wtedy, kiedy możliwe jest utworzenie Vorgangspassiv. O ile każde zdanie w Zustandspassiv ma swój odpowiednik Vorgangspassiv, zasada ta nie działa w drugą stronę; zmiana możliwa jest tylko z czasownikami, które opisują zmianę stanu
W związku z powyższym Zustandspassiv nie należy utożsamiać z Vorgangspassiv ani używać zamiennie, choć rodzimi użytkownicy języka niemieckiego mają tendencję do ich mieszania z powodu dużego podobieństwa, zwłaszcza w dialektach wernakularnych i mowie potocznej.

## Vorgangspassiv
Vorgangspassiv (werden-Passiv, strona bierna czynności) jest pierwotnym i najczęściej używanym sposobem wyrażania czynności biernej, czyli takiej, która jest wykonywana na podmiocie. We wszystkich czasach tworzona jest przy użyciu słowa werden, które występuje tu jako czasownik posiłkowy, oraz imiesłowu biernego czasu przeszłego (Partizip II).
Zdanie w stronie czynnej powinno zawierać agensa (wykonawcę czynności), który jest w nim podmiotem. Przy przekształceniu zdania na stronę bierną podmiot staje się dopełnieniem dalszym zdania w stronie biernej (w celowniku). Podmiotem zdania w stronie biernej staje się dopełnienie bliższe zdania w stronie czynnej:
- Der Arzt podmiot untersucht den Patienten dopełnienie bliższe.
- Der Patient podmiot wird vom Arzt dopełnienie dalsze untersucht.

### Formy
Strona bierna Vorgangspassiv przyjmuje następujące formy w zależności od użytego czasu:
Czas teraźniejszy Präsens Vorgangspassiv tworzy się przy pomocy czasu teraźniejszego czasownika posiłkowego werden i imiesłowu biernego czasu przeszłego czasownika głównego.
| Singular                 | Plural             |
| ------------------------ | ------------------ |
| ich werde geimpft        | wir werden geimpft |
| du wirst geimpft         | ihr werdet geimpft |
| er, sie, es wird geimpft | sie werden geimpft |

Czas przeszły Präteritum Vorgangspassiv tworzy się przy pomocy czasu przeszłego czasownika posiłkowego werden i imiesłowu biernego czasu przeszłego czasownika głównego.
| Singular                  | Plural             |
| ------------------------- | ------------------ |
| ich wurde geimpft         | wir wurden geimpft |
| du wurdest geimpft        | iht wurdet geimpft |
| er, sie, es wurde geimpft | sie wurden geimpft |

Czas przeszły Perfekt strony biernej Vorgangspassiv tworzy się przy pomocy czasownika sein w czasie teraźniejszym, imiesłowu biernego czasu przeszłego czasownika głównego oraz imiesłowu czasu przeszłego czasownika werden, który przyjmuje formę worden:
| Singular                       | Plural                  |
| ------------------------------ | ----------------------- |
| ich bin geimpft worden         | wir sind geimpft worden |
| du bist geimpft worden         | ihr seid geimpft worden |
| er, sie, es ist geimpft worden | sie sind geimpft worden |

Czas zaprzeszły Plusquamperfekt strony biernej Vorgangspassiv tworzy się przy pomocy czasownika sein w czasie przeszłym, imiesłowu biernego czasu przeszłego czasownika głównego oraz imiesłowu czasu przeszłego czasownika werden, który przyjmuje formę worden:
| Singular                       | Plural                   |
| ------------------------------ | ------------------------ |
| ich war geimpft worden         | wir waren geimpft worden |
| du warst geimpft worden        | ihr wart geimpft worden  |
| er, sie, es war geimpft worden | sie waren geimpft worden |

Czas przyszły Futur I w stronie biernej tworzy się przy użyciu czasownika werden w czasie teraźniejszym, imiesłowu biernego czasu przeszłego czasownika głównego i bezokolicznika czasownika werden:
| Singular                        | Plural                    |
| ------------------------------- | ------------------------- |
| ich werde geimpft werden        | wir werden geimpft werden |
| du wirst geimpft werden         | ihr werdet geimpft werden |
| er, sie, es wird geimpft werden | sie werden geimpft werden |

Czas przyszły Futur II w stronie biernej tworzy się przy użyciu czasownika werden w czasie teraźniejszym, imiesłowu biernego czasu przeszłego czasownika głównego, imiesłowu worden i bezokolicznika czasownika sein:
| Singular                             | Plural                         |
| ------------------------------------ | ------------------------------ |
| ich werde geimpft worden sein        | wir werden geimpft worden sein |
| du wirst geimpft worden sein         | ihr werdet geimpft worden sein |
| er, sie, es wird geimpft worden sein | sie werden geimpft worden sein |

Czas przyszły jest jednak rzadko używany w stronie biernej – zamiast Futur I preferowany jest czas teraźniejszy, jeśli z kontekstu jasno wynika, że mowa jest o przyszłości. Jeżeli więc chodzi o przyszłość, ale w zdaniu nie ma podanych ram czasowych, używany jest czas przyszły w stronie biernej: Das Gebäude wird abgerissen werden. → Budynek zostanie zburzony. Jeśli kontekst jest jasny, stosuje się zwykle czas teraźniejszy, np. Das Gebäude wird nächste Woche abgerissen zamiast Das Gebäude wird nächste Woche abgerissen werden → Budynek zostanie w przyszłym tygodniu zburzony. Konstrukcje w Futur II są natomiast zastępowane konstrukcjami w Perfekt, np. ich bin geimpft worden zamiast ich werde geimpft worden sein.
| Czas                   | Konstrukcja                                    | Przykład                                                                         |
| ---------------------- | ---------------------------------------------- | -------------------------------------------------------------------------------- |
| Präsens Passiv         | werden + Partizip II                           | Das Haus wird gerade gebaut. → Dom jest właśnie budowany.                        |
| Präteritum Passiv      | werden w czasie przeszłym + Partizip II        | Das Haus wurde 1901 gebaut. → Dom został zbudowany w 1901.                       |
| Perfekt Passiv         | sein + Partizip II + worden                    | Das Haus ist 1901 gebaut worden. → Dom został zbudowany w 1901.                  |
| Plusquamperfekt Passiv | sein w czasie przeszłym + Partizip II + worden | Das Haus war damals neu gebaut worden. → Dom został wówczas wybudowany od nowa.  |
| Futur I Passiv         | werden + Partizip II + werden                  | Das Haus wird neu gebaut werden. → Dom zostanie na nowo wybudowany.              |
| Futur II Passiv        | werden + Partizip II + worden + sein           | Bis morgen wird das Haus gebaut worden sein. → Do jutra dom zostanie wybudowany. |

Strona bierna Vorgangspassiv w trybie łączącym Konjunktiv I i Konjunktiv II tworzona jest w taki sam sposób jak w trybie orzekającym z tą różnicą, że czasowniki posiłkowe haben, sein lub werden występują w trybie łączącym.
| Czas           | Przykład                     |
| -------------- | ---------------------------- |
| Präsens        | er werde geliebt             |
| Präsensperfekt | er sei geliebt worden        |
| Futur          | er werde geliebt werden      |
| Futurperfekt   | er werde geliebt worden sein |

| Czas              | Przykład                     |
| ----------------- | ---------------------------- |
| Präteritum        | er würde geliebt             |
| Präteritumperfekt | er wäre geliebt worden       |
| würde-Form        | er würde geliebt werden      |
| würde-Perfekt     | er würde geliebt worden sein |

| Forma                            | Przykład                 |
| -------------------------------- | ------------------------ |
| Infinitiv I                      | geliebt (zu) werden      |
| Infinitiv Perfekt (Infinitiv II) | geliebt worden (zu) sein |
| Partizip I                       | (geliebt werdend)        |
| Partizip I Perfekt               | (geliebt worden seiend)  |

### Strona bierna nieosobowa
Również zdania bezpodmiotowe mogą być przekształcone na stronę bierną. Ponieważ są to zdania bezpodmiotowe, niemożliwy jest również podmiot w stronie biernej. Zdania bezosobowe występują zawsze w liczbie pojedynczej. Bezosobowy zaimek es dodawany jest wówczas, jeśli przed czasownikiem nie występuje inne słowo lub fraza.
- Man arbeitet sonnabends nicht. → Es wird sonnabends nicht gearbeitet. → Sonnabends wird nicht gearbeitet. – W soboty nie pracuje się.
- Hier darf nicht geparkt werden. → Tu nie wolno parkować.
- Vor Taschendieben wird gewarnt. → Ostrzega się przed kieszonkowcami.
- Heute ist mit den Renovationsarbeiten begonnen worden. → Dzisiaj rozpoczęto prace remontowe.
- Am Abend wurde viel gelacht → Wieczorem było dużo śmiechu.

Bezpodmiotowe konstrukcje w stronie biernej bywają używane do wyrażania rozkazów i poleceń, np. Jetzt wird gearbeitet! → Zabierajmy się teraz do pracy!
W języku niemieckim tylko dopełnienie w bierniku (dopełnienie bliższe) czasownika przechodniego może stać się podmiotem konstrukcji w stronie biernej. Jeśli czasownik wymaga dopełnienia w celowniku, w stronie biernej pozostaje ono w celowniku i może tworzyć bezpodmiotowe zdania, np. Der Arzt kann dir helfen. → Dir kann geholfen werden. → Tobie można pomóc. Ihm wurde für seinen weisen Ratschlag gedankt. → Podziękowano mu za mądrą poradę. Dem kranken Mann wurde das Geld gegeben. → Choremu mężczyźnie dano pieniądze.
Na podobnej zasadzie można tworzyć bezosobowe konstrukcje w stronie biernej z czasownikami wymagającymi dopełnienia w dopełniaczu lub wyrażenia przyimkowego, np. Sie gedachten der Opfer. → Der Opfer wurde gedacht. → Upamiętniono ofiary. Sie sorgen für die Hunde. → Für die Hunde wird gesorgt. → Zaopiekowano się psami.

### Bezokolicznik strony biernej
Stronę bierną bezokolicznika tworzy się przy użyciu imiesłowu biernego czasu przeszłego czasownika oraz bezokolicznika czasownika werden:
- geimpft werden → być szczepionym
- gemacht werden → być robionym
- gelesen werden → być czytanym

### Strona bierna z czasownikami modalnymi
Stronę bierną można utworzyć tylko wtedy, gdy czasownik modalny nie występuje samodzielnie, a z czasownikiem mającym zdolność tworzenia strony biernej. Gdy zdanie zawiera czasownik modalny, stronę bierną Zustandspassiv tworzy się przy pomocy czasownika modalnego i bezokolicznika strony biernej. Strony biernej z czasownikami modalnymi w czasach Perfekt, Plusquamperfekt i Futur I używa się bardzo rzadko:
- Das Zimmer soll sofort aufgeräumt werden. → Pokój należy natychmiast wysprzątać.
- Sie hat das Buch lesen müssen → Das Buch hat (von ihr) gelesen werden müssen → Książka musiała zostać (przez nią) przeczytana
- Er wird das Buch ins Bibliothek zurückgeben müssen → Das Buch wird (von ihm) zurückgegeben werden müssen. – Książka będzie musiała być oddana do biblioteki.

### Strona bierna w konstrukcjach bezokolicznikowych
Strona bierna w konstrukcjach bezokolicznikowych pojawia się, gdy przekształcane jest zdanie podrzędnie złożone. Podmiot zdania nadrzędnego musi być ten sam, co w zdaniu podrzędnym:
- Ich fürchte, dass ich bald entlassen werde. → Ich fürchte bald entlassen zu werden. → Obawiam się, że zostanę zwolniony.

Jeśli obie czynności (ta wyrażona w zdaniu nadrzędnym jak i ta w podrzędnym) odbywają się równocześnie, używa się konstrukcji bezokolicznikowych z bezokolicznikiem biernym w czasie teraźniejszym: gezwungen zu werden, angestellt zu werden. Gdy czynność wyrażona w zdaniu nadrzędnym występuje później niż czynność zdania podrzędnego, używa się bezokolicznika biernego czasu przeszłego: gelobt worden zu sein, verstanden worden zu sein, itp.
- Sie hoffte, vom Bahnhof abgeholt zu werden. → Ona miała nadzieję, że zostanie odebrana z dworca.
- Er bedauert es, nicht eingeladen worden zu sein. → On żałuje, że go nie zaproszono.

### Strona bierna w zdaniu podrzędnym
Zdanie w stronie biernej może występować również w zdaniu podrzędnym. Zdanie takie zachowuje charakterystyczny szyk wyrazów, przy czym kończy się zawsze formą osobową któregoś z czasowników posiłkowych:
- Der Film wird gerade gedreht. → Ich habe gehört, dass der Film gerade gedreht wird → Słyszałem, że właśnie kręcą ten film.
- Deine Kinder sind geimpft worden. → Ich habe gehört, dass deine Kinder geimpft worden sind → Słyszałem, że twoje dzieci zostały zaszczepione.
- Er wird gelobt → Ich vermute, dass er gelobt werden wird. → Przypuszczam, że będą go chwalić.

### Klasyfikacja syntaktyczna strony biernej
Pod względem syntaktycznym wyróżnia się następujące rodzaje strony biernej:
Jednoczłonowa, która składa się tylko z formy biernej czasownika. Takie zdanie nie zawiera podmiotu – agensa (wyrazu określającego wykonawcę czynności), który często zastępuje zaimek nieokreślony es umieszczany na początku zdania.
- Es wird getanzt → Tańczy się, Ludzie tańczą.

Dwuczłonowa, która oprócz czasownika w stronie biernej zawiera podmiot, na którym wykonywana jest czynność, bez podania agensa (wykonawcy czynności):
- Das Buch ist verkauft worden → Książka została sprzedana.

Trójczłonowa, w skład której wchodzi czasownik w stronie biernej, podmiot, na którym wykonywana jest czynność oraz agens – wykonawca czynności. Agens wprowadzany jest przyimkami von lub durch:
- Er wird vom Lehrer gelobt → Jest chwalony przez nauczyciela.

Czteroczłonowa, w skład której wchodzi czasownik w stronie biernej, podmiot, na którym wykonywana jest czynność, agens – wykonawca czynności oraz dopełnienie dalsze w celowniku:
- Das Buch wurde dem Schüler vom Lehrer geschenkt → Książka została sprezentowana uczniowi przez nauczyciela.

### Przyimki von, durch i mit w stronie biernej
Strony biernej zwykle używa się w języku niemieckim, aby uniknąć wskazywania, kto jest wykonawcą czynności. Jeśli jednak wskazuje się wykonawcę czynności (tj. podmiot ze strony czynnej), to w stronie biernej staje się on dopełnieniem poprzedzonym przyimkiem von lub durch.
Przyimek von wprowadza agensa – kogoś, kto rzeczywiście jest wykonawcą czynności. Zwykle jest to osoba, ale może też to być nieożywiona siła, np. Der Zaun wird von meinem Vater gestrichen. → Płot jest malowany przez mojego ojca. Sie wurden von der Lawine mitgerissen. → Zostali porwani przez lawinę.
Przyimek durch wskazuje raczej na środek, przez który wykonana jest czynność. Najczęściej jest to rzecz będąca bezwiedną wykonawcą czynności lub osoba, która pełni rolę pośrednika, np. Die Tollwut wird durch einen Virus verursacht. → Wścieklizna jest wywoływana przez wirusa. Er wurde durch einen Boten benachrichtigt. → Został powiadomiony przez posłańca. (za jego pośrednictwem; nie: von einem Boten).
Nie zawsze jest to w pełni jasne, czy w zdaniu chodzi o wykonawcę czynności, czy raczej o środek. O ile von jest zawsze używane w odniesieniu do rzeczywistych wykonawców czynności, kwestią interpretacji pozostaje zaliczenie do nich np. rzeczy nieożywionych jak burze czy trzęsienia ziemi. Porównaj: Er ist von den Demonstranten aufgehalten worden. → Został zatrzymany przez demonstrantów (prawdopodobnie umyślnie). Er ist durch die Demonstranten aufgehalten worden. → Został zatrzymany przez demonstrantów (prawdopodobnie nieumyślnie). Die Häuser wurden durch ein Erdbeben beschädigt. → Domy zostały uszkodzone przez trzęsienie ziemi.
Porównaj użycie obu przyimków w jednym zdaniu: Die US-Botschaft wurde von Fanatikern durch einen Sprengstoffanschlag zerstört. → Ambasada USA została zniszczona przez fanatyków w zamachu bombowym.
Przyimek mit jest używany do wskazywania narzędzia, którym wykonywana jest czynność, np. Das Fenster wurde vermutlich mit einem Stein eingeworfen. → Okno zostało prawdopodobnie rozbite kamieniem.

## Zustandspassiv
Zustandspassiv (sein-Passiv, strona bierna stanu) tworzy się przy pomocy odpowiedniej formy czasownika posiłkowego sein i imiesłowu biernego czasu przeszłego  czasownika głównego. Pod względem formalnym czas teraźniejszy Zustandspassiv powstał po zaniku słowa worden czasu Perfekt wyrażonego w stronie biernej Vorgangspassiv. Podobnie czas przeszły Präteritum strony biernej Zustandspassiv powstał po redukcji słowa worden czasu Plusquamperfekt wyrażonego w stronie biernej Vorgangspassiv:
- Ich bin geimpft worden → Ich bin geimpft. → Jestem zaszczepiony.
- Ich war geimpft worden → Ich war geimpft. → Byłem zaszczepiony.

Zustandspassiv występuje głównie w zdaniach zawierających podmiot (np. Das Auto ist repariert → Auto jest naprawione); tylko sporadycznie w zdaniach bez podmiotu (np. Ihm ist geholfen → Udzielono mu pomocy. Für die Kranken ist gesorgt → Chorymi zaopiekowano się). Nigdy nie podaje się wykonawcy czynności przez wyrażenia przyimkowe z von i durch.
Najczęściej Zustandspassiv używany jest w czasie teraźniejszym lub przeszłym Präteritum. Można go również utworzyć od czasów Perfekt, Plusquamperfekt, Futur I, Futur II, ale formy te są rzadko używane.

### Formy
Czas teraźniejszy Präsens strony biernej Zustandspassiv tworzy się z czasu teraźniejszego czasownika posiłkowego sein i imiesłowu biernego czasu przeszłego:
| Singular                | Plural           |
| ----------------------- | ---------------- |
| ich bin geimpft         | wir sind geimpft |
| du bist geimpft         | ihr seid geimpft |
| er, sie, es ist geimpft | sie sind geimpft |

Czas przeszły Präteritum strony biernej Zustandspassiv tworzy się z czasu przeszłego czasownika posiłkowego sein i imiesłowu biernego czasu przeszłego:
| Singular                | Plural            |
| ----------------------- | ----------------- |
| ich war geimpft         | wir waren geimpft |
| du warst geimpft        | ihr wart geimpft  |
| er, sie, es war geimpft | sie waren geimpft |

Czas przeszły Perfekt strony biernej Zustandspassiv tworzy się z czasu Perfekt  czasownika posiłkowego sein – sein gewesen i imiesłowu biernego czasu przeszłego:
| Singular                        | Plural                   |
| ------------------------------- | ------------------------ |
| ich bin geimpft gewesen         | wir sind geimpft gewesen |
| du bist geimpft gewesen         | ihr seid geimpft gewesen |
| er, sie, es ist geimpft gewesen | sie sind geimpft gewesen |

Czas Plusquamperfekt strony biernej Zustandspassiv tworzy się z czasu Plusquamperfekt czasownika posiłkowego sein – war gewesen i imiesłowu biernego czasu przeszłego:
| Singular                        | Plural                    |
| ------------------------------- | ------------------------- |
| ich war geimpft gewesen         | wir waren geimpft gewesen |
| du warst geimpft gewesen        | ihr wart geimpft gewesen  |
| er, sie, es war geimpft gewesen | sie waren geimpft gewesen |

Czas Futur I strony biernej Zustandspassiv tworzy się z czasownika werden, imiesłowu biernego czasu przeszłego i czasownika sein w bezokoliczniku:
| Singular                      | Plural                  |
| ----------------------------- | ----------------------- |
| ich werde geimpft sein        | wir werden geimpft sein |
| du wirst geimpft sein         | ihr werdet geimpft sein |
| er, sie, es wird geimpft sein | sie werden geimpft sein |

Czas Futur II strony biernej Zustandspassiv tworzy się z czasownika werden, imiesłowu biernego czasu przeszłego, formy gewesen i czasownika sein w bezokoliczniku:
| Singular                              | Plural                          |
| ------------------------------------- | ------------------------------- |
| ich werde geimpft gewesen sein        | wir werden geimpft gewesen sein |
| du wirst geimpft gewesen sein         | ihr werdet geimpft gewesen sein |
| er, sie, es wird geimpft gewesen sein | sie werden geimpft gewesen sein |

Czasy Perfekt, Plusquamperfekt, Futur I i Futur II strony biernej Zustandspassiv są stosunkowo rzadko używane. Zazwyczaj w Zustandspassiv konstrukcje w czasie Perfekt i Plusquamperfekt są zastępowane konstrukcjami w czasie Präteritum, Futur I staje się często Präsens, a Futur II przechodzi w Perfekt.
| Czas            | Rzadko używane konstrukcje     | Czas       | Częściej używane odpowiedniki |
| --------------- | ------------------------------ | ---------- | ----------------------------- |
| Perfekt         | ich bin geimpft gewesen        | Präteritum | ich war geimpft               |
| Plusquamperfekt | ich war geimpft gewesen        | Präteritum | ich war geimpft               |
| Futur I         | ich werde geimpft sein         | Präsens    | ich bin geimpft               |
| Futur II        | ich werde geimpft gewesen sein | Perfekt    | ich bin geimpft gewesen       |

| Czas                            | Konstrukcja                                     | Przykład |
| ------------------------------- | ----------------------------------------------- | --- |
| Präsens Passiv                  | sein + Partizip II                              | Das Haus ist schon gebaut. → Dom jest już zbudowany.                                                                |
| Präteritum Passiv               | sein w czasie przeszłym + Partizip II           | Das Haus war 1901 gebaut. → W 1901 dom był [już] zbudowany. (zbudowany był przed rokiem 1901, więc w 1901 już stał) |
| Perfekt Passiv (rzadki)         | sein + Partizip II + gewesen                    | Das Haus ist 1901 gebaut gewesen. → W 1901 dom był [już] zbudowany.                                                 |
| Plusquamperfekt Passiv (rzadki) | sein w czasie przeszłym + Partizip II + gewesen | Das Haus war damals gebaut gewesen. → Dom był wówczas zbudowany.                                                    |
| Futur I Passiv (rzadki)         | werden + Partizip II + sein                     | Das Haus wird gebaut sein. → Dom będzie zbudowany.                                                                  |
| Futur II Passiv (rzadki)        | werden + Partizip II + gewesen + sein           | Das Haus wird bis morgen gebaut gewesen sein. → Dom będzie do jutra zbudowany.                                      |

| Forma                            | Przykład                          |
| -------------------------------- | --------------------------------- |
| Infinitiv I                      | geschlossen (zu) sein             |
| Infinitiv Perfekt (Infinitiv II) | geschlossen gewesen (zu) sein     |
| Partizip I                       | (geschlossen seiend)              |
| Partizip I Perfekt               | (geschlossen gewesen seiend)      |
| würde-Form                       | er würde geschlossen sein         |
| Partizip I Perfekt               | er würde geschlossen gewesen sein |

### Zustandspassiv a ogólne wyrażenie stanu
Należy rozdzielić Zustandspassiv od ogólnej formy stanu, choć ich formy się pokrywają (sein + imiesłów bierny czasu przeszłego). Ogólna forma stanu występuje w kilku przypadkach:
Czasownik tworzy formy z czasownikiem posiłkowym sein, ale nie tworzy ich z czasownikiem werden. Forma z sein nie może być formą Zustandspassiv, gdyż w stronie czynnej nie występuje agens (wykonawca czynności) i czasownik nie określa wykonywalnej czynności. Przykład:
Die Flasche enthält Milch. → Butelka zawiera mleko. (strona czynna)
- Milch wird von der Flasche enthalten (niemożliwa forma z czasownikiem werden)
- Milch ist in der Flasche enthalten → Mleko znajduje się w butelce. (istnieje forma z sein, ale nie jest to Zustandspassiv, bo butelka nie jest wykonawcą czynności)

Niekiedy czasownik określający ogólną formę stanu może tworzyć formy zarówno z czasownikiem werden, jak i sein. Nie zachodzi jednak opozycja charakterystyczna dla różnicy między Vorgangspassiv i Zustandspassiv i obie formy dają statyczny opis stanu. Ponadto forma z sein nie może być rozumiana jako Zustandspassiv, gdyż w stronie czynnej podmiotu nie uznaje się za wykonawcę czynności. Przykład:
Zwei Milionen Menschen bewohnen die Stadt.
- Die Stadt ist/wird von zwei Milionen Menschen bewohnt. → Miasto jest zamieszkane przez dwa miliony ludzi.
- Die Stadt ist von zwei Milionen Menschen bewohnt worden/gewesen. (możliwe przekształcenie do czasów Perfekt)

Może być to związane m.in. z wyrażaniem raczej naturalnego stanu rzeczy niż rezultatu działań podmiotu. Przykład:
Viele Hügel umgeben die Stadt.
- Die Stadt ist/wird von vielen Hügeln umgeben. → Miasto jest otoczone wieloma wzgórzami.
- Die Stadt ist von vielen Hügeln umgeben worden/gewesen. (niemożliwe przekształcenie do czasów Perfekt)

Niekiedy czasownik tworzy formy zarówno z czasownikiem werden, jak i sein, obie formy dają w czasie Präsens statyczny opis stanu, a formy z sein nie uznaje się jako Zustandspassiv, gdyż w stronie czynnej podmiot jest raczej instrumentem (tym, co wyraża narzędnik) niż agensem. Jednakże w tym przypadku czas teraźniejszy i przeszły Perfekt z sein są rozumiane jako statyczne, w przeciwieństwie do form z werden. Przykład:
Kerzen  beleuchten das Zimmer.
- Das Zimmer wird / ist von Kerzen beleuchtet. → Pokój jest oświetlony świecami.
- Das Zimmer ist von Kerzen beleuchtet worden / gewesen. → Pokój został oświetlony świecami.

Imiesłów w konstrukcjach Zustandspassiv pełni rolę opisową, podobnie jak przymiotnik opisujący stan podmiotu. Dlatego podobne znaczenie mają zdania: Das Fenster ist geöffnet = Das Fenster ist offen. → Okno jest otwarte.
Analogicznie wiele imiesłowów utworzonych od czasowników zwrotnych (które nie tworzą strony biernej) może łączyć się z sein, pełniąc funkcję jak przymiotnik, np. Er ist erholt. → On jest wypoczety. Er hat sich erholt. → Wypoczął. Tego typu konstrukcje można tworzyć również z bleiben i scheinen, np. Das Fenster bleibt geschlossen. → Okno pozostaje zamknięte.

## Różnice między Vorgangspassiv a Zustandspassiv
Podobnie jak w języku polskim stronę bierną można utworzyć z wykorzystaniem czasownika być i zostać, tak w języku niemieckim można utworzyć ją z wykorzystaniem czasownika sein lub werden. Te dwa rodzaje strony biernej w języku niemieckim różnią się między sobą pod względem funkcji.
Strona bierna utworzona z wykorzystaniem czasownika werden (werden-Passiv, Vorgangspassiv) jest stroną bierną czynności i tworzy się ją przy przekształcaniu zdania ze strony czynnej na bierną, opisuje czynność, która jest wykonywana na danym obiekcie bądź osobie
przy zachowaniu odpowiedniego czasu gramatycznego i trybu. Strona bierna utworzona z wykorzystaniem czasownika sein (sein-Passiv, Zustandspassiv) wskazuje na stan, w którym znajduje się podmiot, i który jest wynikiem jakiejś uprzedniej czynności. Jest to strona bierna stanu.
W języku polskim czasownik być można użyć w konstrukcjach odpowiadających zarówno niemieckiej stronie biernej czynności, jak i stanu. Różnica polega na zastosowaniu odpowiedniego aspektu czasownika – niedokonanego w stronie biernej czynności i dokonanego w stronie biernej stanu: 
- Komputer jest naprawiany. → Der Computer wird repariert.
- Komputer jest naprawiony. → Der Computer ist repariert.

Polski czasownik zostać może być używany tylko w konstrukcjach odpowiadających niemieckiej stronie biernej czynności i łączy się tam z czasownikami dokonanymi.
- Komputer zostanie naprawiony. → Der Computer wird repariert werden. Der Computer wird [gleich] repariert.

Różnicę między stroną bierną związaną ze stanem a czynnością oddaje następujące zdanie: Als ich um 10 kam, war das Fenster geschlossen, aber ich weiß nicht, wann es geschlossen wurde.  → Gdy przyszedłem o 10, okno było zamknięte, ale nie wiem, kiedy zostało zamknięte. Okno było więc w stanie zamkniętym przed przybyciem podmiotu (sein-Passiv), ale podmiot nie wiedział, kiedy miała miejsce czynność zamknięcia (werden-Passiv). 
Porównaj również: 
- Das Hotel wurde  allmählich von Demonstranten umringt . → Hotel był stopniowo otaczany przez demonstrantów. Das Hotel war  von Demonstranten umringt . → Hotel był otoczony przez demonstrantów.
- Die Bücher in der Bibliothek sind mit Staub bedeckt. → Książki w bibliotece są pokryte kurzem. Die Bücher in der Bibliothek werden mit Staub bedeckt. → Książki w bibliotece są pokrywane [przez kogoś] kurzem.
- Ich bin in Leipzig geboren. → Urodziłem się w Lipsku. Als ich geboren wurde, regnete es in Strömen. → Gdy się rodziłem, lało jak z cebra.

W związku z tym, że Zustandspassiv wyraża stan wynikający z uprzedniej czynności, ten rodzaj strony biernej może być tworzony z czasownikami oznaczającymi czynności, w wyniku których może powstać jakiś namacalny lub widoczny rezultat, zwykle zmiana miejsca lub stanu. Niemożliwe jest zatem utworzenie Zustandspassiv z takimi czasownikami jak np. anbieten → oferować, bemerken → zauważać, brauchen → potrzebować, loben → chwalić, zeigen → pokazywać. Możliwa jest przykładowo konstrukcja w Vorgangspassiv: Die Frau wird bewundert → Kobieta jest podziwiana ale nie w Zustandspassiv: Die Frau ist bewundert. Z samego podziwiana nie wynika bowiem żadna zmiana stanu.

## Konstrukcje zastępujące stronę bierną
Oprócz strony biernej Vorgangspassiv i Zustandspassiv istnieje kilka konstrukcji, które formalnie nie będąc w stronie biernej, wyrażają ją. Do konstrukcji takich zalicza się:
Konstrukcja lassen + sich + bezokolicznik:
- Das Problem kann gelöst werden. → Das Problem lässt sich lösen. → Problem da się rozwiązać.

Konstrukcja sein + zu + bezokolicznik:
- Die Schuhe müssen geputzt werden. → Die Schuhe sind zu putzen. → Buty są do wyczyszczenia.
- Das Zimmer soll abgeschlossen werden → Das Zimmer ist abzuschließen → Pokój należy zamknąć.

Przymiotniki o końcówkach -bar, -lich, -wert, -fähig przy czym nie można dołączyć agensa (wykonawcy czynności):
- Die Suppe kann nicht mehr gegessen werden. → Die Suppe ist nicht essbar. → Zupa jest niejadalna.

Niektóre czasowniki mogą występować formalnie w stronie czynnej, mając jednak wartość strony biernej:
- Das Laden wird um 20 Uhr geschlossen. → Das Laden schließt um 20 Uhr. → Sklep zamykają o dwudziestej.

Niektóre czasowniki mogą występować w stronie zwrotnej, wyrażając to samo, co strona bierna:
- Der Schlüssel wird gefunden werden. → Der Schlüssel wird sich finden. → Klucz się znajdzie.

Konstrukcja es gibt + zu + bezokolicznik. Ma ona zdolność konotowania agensa.
- Es kann hier viel gelesen werden. → Es gibt hier viel zu lesen. → Jest tu dużo do przeczytania.

Konstrukcja gehören + imiesłów bierny czasu przeszłego używana zwłaszcza w języku mówionym na południu Niemiec:
- Ihm sollte das klipp und klar gesagt werden. → Dem gehört das klipp und klar gesagt. → Należy mu jasno i wyraźnie powiedzieć.

### Strona bierna utworzona z wykorzystaniembekommenikriegen
Możliwe jest utworzenie strony biernej z wykorzystaniem czasowników bekommen, kriegen i erhalten. Konstrukcje z bekommen są neutralne pod względem stylistycznym, te z kriegen używane są wyłącznie w języku potocznym, a konstrukcje z erhalten brzmią podniośle i są rzadko używane. O ile przy werden-Passiv tylko dopełnienie w bierniku czasownika przechodniego może w stronie biernej stać się podmiotem, to w tego typu konstrukcjach dopełnienie w celowniku może przejąć rolę podmiotu. 
Stronę bierną z udziałem bekommen, kriegen i erhalten tworzy się najczęściej z czasownikami, które łączą się z dopełnieniem zarówno w celowniku, jak i bierniku
- Er bringt ihr das Obst. → Sie bekommt das Obst gebracht. → Przynoszą jej owoce.
- Sein Onkel schenkte ihm das Buch. → Er bekam/kriegte das Buch geschenkt. → Dostał w prezencie książkę.
- Sie haben mir viel gezeigt. → Ich habe viel gezeigt bekommen/gekriegt. → Wiele mi pokazano.
- Der Mechaniker reparierte ihm den Wagen. → Er bekam/kriegte den Wagen repariert. → Naprawiono mu samochód.

Bardziej potoczne jest użycie takich konstrukcji z czasownikami łączącymi się tylko z dopełnieniem w celowniku oraz z dwoma elementami w bierniku:
- Sein Vater gratulierte ihm. → Er bekam gratuliert. → Pogratulowano mu.
- Meine Mutter lehrt mich das Radfahren. → Ich bekomme das Radfahren gelehrt. → Uczony jestem jazdy na rowerze.

## Ograniczenia w tworzeniu strony biernej
Nie każde zdanie w stronie czynnej można przekształcić na zdanie w stronie biernej. Jest to możliwe tylko w przypadku, gdy czasownik główny oznacza czynność, a zdanie w stronie czynnej konotuje agensa (wykonawcę czynności):
- Der Sohn fragt den Vater → Syn pyta ojca. Wyraz Sohn jest agensem. Utworzenie strony biernej jest możliwe: Der Vater wird vom Sohn gefragt.
- Der Sohn ähnelt dem Vater. Czasownik ähneln (być podobnym) nie konotuje agensa i nie określa czynności; utworzenie strony biernej jest w tym przypadku niemożliwe. Dem Vater wird (von dem Sohn) geähnelt.

Nie można przekształcić na stronę bierną zdania w stronie zwrotnej:
- Er wäscht sich. → Er wird von sich gewaschen.

Nie można utworzyć strony biernej gdy dopełnienie w bierniku wymaga drugiego czasownika w bezokoliczniku:
- Er sieht die Mutter kommen. Die Mutter wird kommen gesehen.

Niemożliwe jest utworzenie strony biernej z czasownikami: haben, bekommen, besitzen, erhalten, kosten, enthalten, gelten, umfassen, wiegen, es gibt.